# Anastrephoides
Anastrephoides är ett släkte av tvåvingar. Anastrephoides ingår i familjen borrflugor.
Kladogram enligt Catalogue of Life:
| Anastrephoides | \| \| Anastrephoides annulifera \| \| \| \| \| \| Anastrephoides gerckei \| \| \| \| \| \| Anastrephoides matsumurai \| \| \| \| |
|                | \| \| Anastrephoides annulifera \| \| \| \| \| \| Anastrephoides gerckei \| \| \| \| \| \| Anastrephoides matsumurai \| \| \| \| |
|                | Anastrephoides annulifera |
|                | |
|                | Anastrephoides gerckei |
|                | |
|                | Anastrephoides matsumurai |
|                | |